# Sybra meeki
Sybra meeki là một loài bọ cánh cứng trong họ Cerambycidae.